# West Rainton
West Rainton är en parishhuvudort i civil parish West Rainton and Leamside, i kommunen Durham Storbritannien. Den ligger i grevskapet Durham och riksdelen England, i den centrala delen av landet, 400 km norr om huvudstaden London. West Rainton ligger 88 meter över havet och antalet invånare är 2 305.
Terrängen runt West Rainton är platt. Runt West Rainton är det tätbefolkat, med 550 invånare per kvadratkilometer. Närmaste större samhälle är Newcastle upon Tyne, 18,8 km norr om West Rainton. Trakten runt West Rainton består till största delen av jordbruksmark.